# Louis Vicat

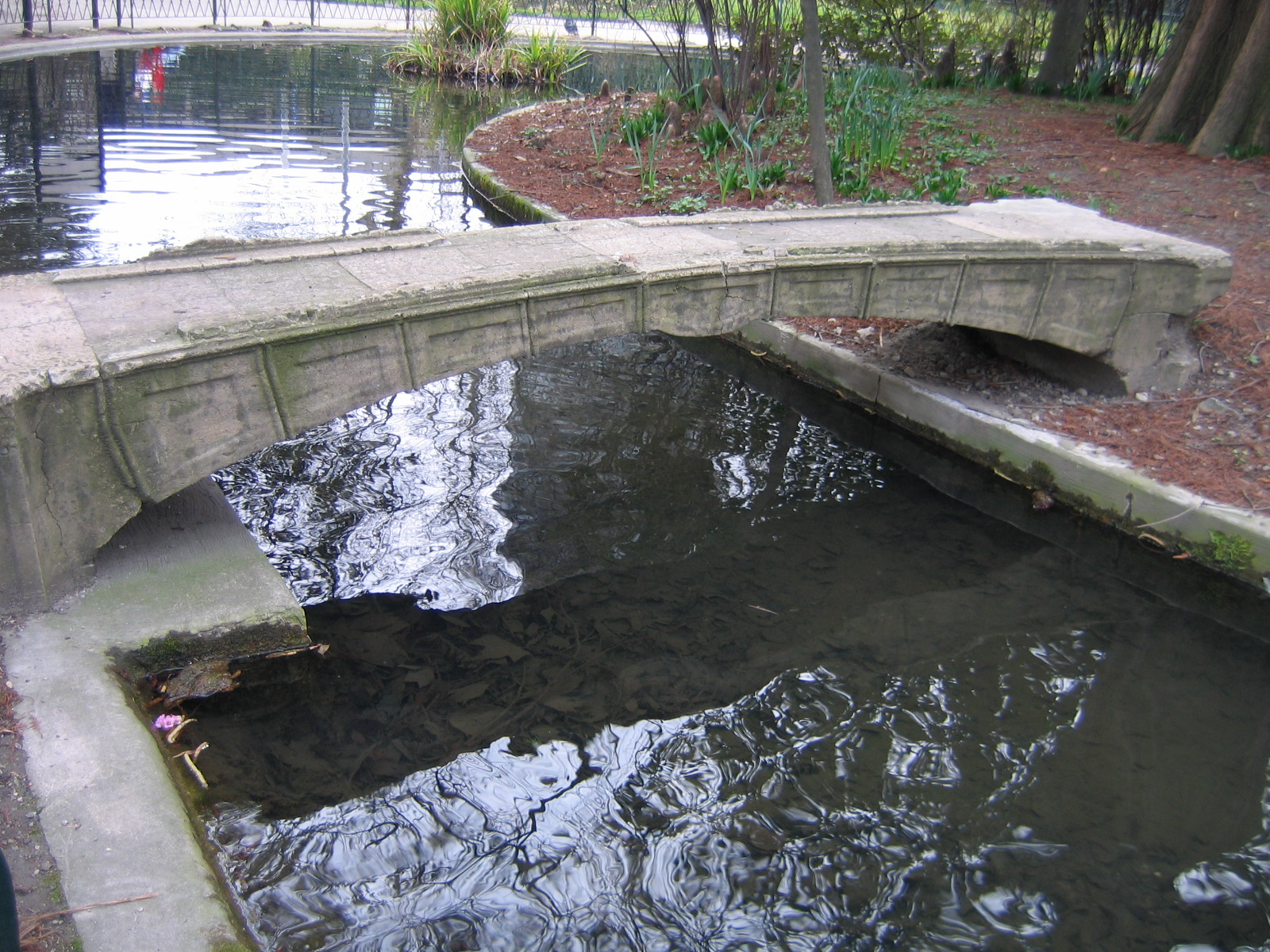
Most w Grenoble, pierwszy na świecie most ze sztucznego cementu, wykonany przez Vicata

Louis Joseph Vicat (ur. 31 marca 1786 w Nevers, zm. 10 kwietnia 1861 w Grenoble) – francuski inżynier, wynalazca cementu portlandzkiego.
Studiował na École polytechnique w Paryżu a następnie na École nationale des ponts et chaussées. Zajmował się mechanizmami zachodzącymi w wapnie, co umożliwiło produkcję cementu naturalnego od r. 1817. Odkrycie klinkieru cementowego umożliwiło produkcję sztucznego cementu portlandzkiego.

## Publikacje
- Recherches expérimentales sur les chaux de construction, les bétons et les mortiers ordinaires, 1818

- Recherches sur les propriétés diverses que peuvent acquérir les pierres à ciments et à chaux hydrauliques par l'effet d'une complête cuisson précédées d'observations sur les chaux anormales qui forment le passage des chaux éminemment hydraulique aux ciments, 1840

- Traité pratique et théorique de la composition des mortiers, ciments et gangues à pouzzolanes et de leurs emploi dans toutes sortes de travaux suivi des moyens d'en apprécier la durée dans les constructions à la mer, 1856

## Hołd
- Został odznaczony Krzyżem Komandorskim Legii Honorowej.
- Jego nazwisko pojawiło się na liście 72 nazwisk na wieży Eiffla[4].